# Alphonsa van de Onbevlekte Ontvangenis

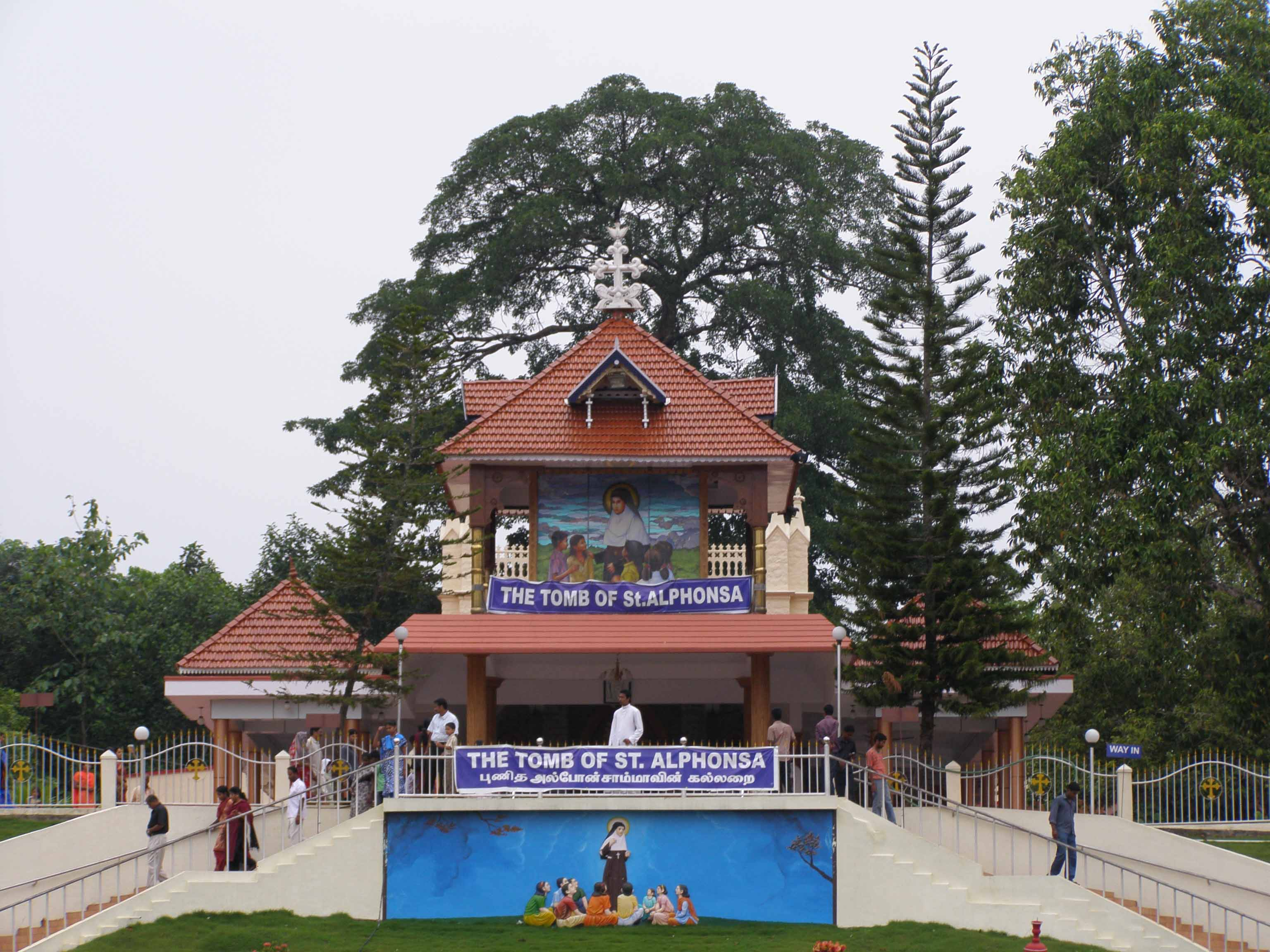
Graf van de heilige Alphonsa

Sint Alphonsa van de Onbevlekte Ontvangenis, geboren: Anna Muttathupadam, (Kudamaloor, India, 19 augustus 1910 - Bharananganam, 28 juli 1946) was een Indiase zuster van de Orde der Clarissen en is een heilige van de Rooms-Katholieke Kerk. Zij was de eerste Indiase vrouw die werd heilig verklaard alsmede de eerste Heilige die toebehoorde tot de Syro-Malabar-Katholieke Kerk.
Alphonsamma, zoals ze lokaal bekendstond, heeft haar heiligheid enerzijds verworven door een groot, langdurig en in stilte beleden lijden en anderzijds door een groot aantal wonderen dat aan haar wordt toegeschreven. Zij trad op achttienjarige leeftijd toe tot de clarissen en legde in 1936 haar Eeuwige Geloften af. Vanaf dat moment kwakkelde ze vrijwel permanent met haar gezondheid. Kon ze in aanvankelijk nog genezen na en wonder dat aan de H. Theresia van Lisieux werd toegeschreven, daarna verzwakte haar gezondheid steeds verder. Zo had ze een dubbele longontsteking in 1939 en kreeg ze last van geheugenverlies na de traumatische ervaring van een nachtelijke inbreker in haar kloostercel. In september 1941 ontving zij het Sacrament van het Heilig Oliesel, de dag waarna haar geheugen zich enigszins leek te herstellen. In de zomer van 1945 ontwikkelde ze maagklachten die leidden tot hevig overgeven en een jaar later overleed ze. In zijn preek, tijdens de Heiligverklaring, wees paus Benedictus XVI op het grote en berouwvolle lijden dat het leven van Alphonsa had gekenmerkt. Ook wees hij op een uitspraak van Alphonsa dat "een dag zonder lijden, een verloren dag was"
Er werden honderden wonderen aan haar toegeschreven, maar voor haar heiligverklaring volstond de genezing van een klompvoet bij een kind in 1999.
Alphonsa werd zalig verklaard door paus Johannes Paulus II, tijdens zijn apostolische reis naar India, op 9 juli 1985; haar heiligverklaring door paus Benedictus XVI volgde op 12 oktober 2008. Honderden pelgrims uit India woonden de plechtigheid bij. Sint Alphonsa is de patroon tegen alle lichamelijk ziekten. Haar feestdag is op 28 juli.